# Белов, Василий Николаевич
Василий Николаевич Белов (1817 — после 1886) — русский врач, тайный советник.

## Биография
Родился 21 февраля (5 марта) 1817 года. В 1841 году окончил медицинский факультет Императорского Харьковского университета и был определён помощником окружного врача Усть-Медведицкого округа области Войска Донского. В 1843 году он перешёл ординатором в новочеркасский войсковой, а в 1845 году — в оренбургский военный госпиталь. Затем служил в Аральском укреплении (1848), в пермском военном госпитале (1849) и в Новгородском кадетском корпусе (с 1850).
В 1856 году В. Н. Белов был прикомандирован для усовершенствования ко 2-му военно-сухопутному госпиталю в Санкт-Петербурге и в том же году получил степень доктора медицины. С 1857 года он был старшим лекарем Александровского кадетского корпуса и затем старшим врачом Александровского военного училища в Москве. По болезни уволен в отставку с чином тайного советника 13 апреля 1886 года.
Был членом Московского общества русских врачей, в делах которого принимал значительное участие, и Общества русских врачей в С.-Петербурге.
Был дважды женат; имел восьмерых сыновей и двух дочерей. Известность приобрёл сын Николай (1857—1918), ставший генерал-лейтенантом.

## Источник
- Белов, Василий Николаевич // Русский биографический словарь : в 25 томах. — СПб.—М., 1896—1918.